# Goodbye (album de Cream)
Pour les articles homonymes, voir Goodbye.
Albums de Cream
Wheels of Fire
(1968) Best of Cream
(1969)
Goodbye (ou Goodbye Cream) est le dernier album du power trio Cream. Sorti en 1969, il est constitué de trois enregistrements en concert alors que le reste a été enregistré en studio. C'est le seul album du groupe à avoir atteint une place de numéro 1 dans le UK Albums Chart. Il fut également numéro 2 au Billboard 200. George Harrison a composé avec Clapton la chanson Badge en plus d'y jouer la guitare acoustique rythmique et d'y faire les chœurs.

## Liste des chansons
Tel que sur l'album d'origine, la numérotation fait référence à la sortie en CD. La dernière pièce y est rajoutée en bonus.
| 1. | I'm So Glad (Live) | Skip James             | 9:13 |
| 2. | Politician (Live)  | Jack Bruce, Pete Brown | 6:20 |

| 3. | Sitting on Top of the World (Live) (arrangement Chester Burnett) | Walter Vinson, Lonnie Chatmon | 5:04 |
| 4. | Badge                                                            | Eric Clapton, George Harrison | 2:47 |
| 5. | Doing That Scrapyard Thing                                       | Bruce, Brown                  | 3:18 |
| 6. | What a Bringdown                                                 | Ginger Baker                  | 3:57 |
| 7. | Anyone for Tennis (en) (tiré du film Les Sept Sauvages) Bonus    | Clapton, Martin Sharp         | 2:37 |

Notes:
- [1-3] enregistrés live au Forum, Los Angeles, le 19 octobre 1968.
- Les premières édition de l'album et du single ne créditent que Clapton pour Badge.
- Anyone for Tennis (en) est d'abord sortie comme un single hors album et comme bande-son du film The Savage Seven par Atco. Polydor a ajouté cette chanson à l'album Goodbye, toutefois les éditions récentes l'ont supprimé.

## Personnel
- Jack Bruce – basse, chant, piano et orgue Hammond on Doing That Scrapyard Thing et What a Bringdown
- Eric Clapton – guitare, chant
- Ginger Baker – batterie, percussions, chant

## Personnel additionnel
- Felix Pappalardi – piano, Mellotron, basse
- George Harrison (sous le pseudonyme de L'Angelo Misterioso) – guitare  rythmique et chœurs sur Badge